# برج ماكسيس
برج ماكسيس هو ناطحة سحاب مكتبية مكونة من 49 طابقًا بارتفاع 212 مترًا ما يعادل 696 قدمًا، يقع في مركز مدينة كوالالمبور، ماليزيا. يُستخدم البرج كمقر رئيسي لشركة ماكسيس للاتصالات ومجموعة شركات Tanjong Plc.
تم تطوير برج ماكسيس من قبل شركة KLCC Properties Holdings Berhad ضمن المرحلة الأولى من المشروع، المبنى مملوك لشركة Impian Klasik Sdn Bhd، والتي تمتلك Tanjong حصة 67% منها وتمتلك KLCCP حصة 33% يقع برج ماكسيس في الزاوية الشمالية الغربية من مشروع تطوير KLCC، بجوار برجي بتروناس التوأم، كما هو الحال مع الأبراج التوأم المجاورة لها، يتميز برج ماكسيس بواجهة مكسوة بالألمنيوم والزجاج.